# Morelos, Zacapu
Morelos är en ort i Mexiko.   Den ligger i kommunen Zacapu och delstaten Michoacán de Ocampo, i den södra delen av landet, 280 km väster om huvudstaden Mexico City. Morelos ligger 2 000 meter över havet och antalet invånare är 560.
Terrängen runt Morelos är kuperad åt sydväst, men åt nordost är den platt. Runt Morelos är det ganska tätbefolkat, med 111 invånare per kvadratkilometer. Närmaste större samhälle är Zacapú, 4,4 km nordväst om Morelos. I omgivningarna runt Morelos växer huvudsakligen savannskog.